# Тауфкірхен (Мюльдорф)
Тауфкірхен (нім. Taufkirchen) — громада в Німеччині, розташована в землі Баварія. Підпорядковується адміністративному округу Верхня Баварія. Входить до складу району Мюльдорф. Складова частина об'єднання громад Крайбург-ам-Інн.
Площа — 25,33 км2. Населення становить 1373 ос. (станом на 31 грудня 2020).

## Галерея

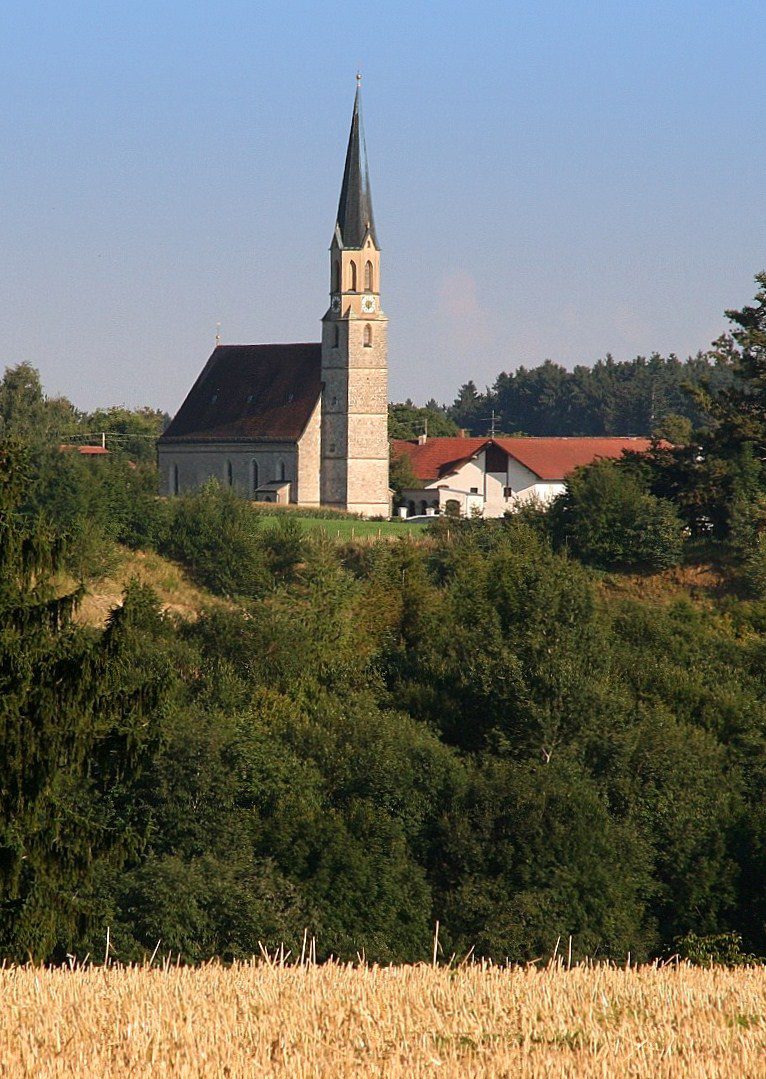